# Sicyopterus lividus
Sicyopterus lividus es una especie de pez de la familia de los Gobiidae en el orden de los Perciformes.

## Morfología
Los machos pueden llegar a alcanzar los 6 cm de longitud total.

## Hábitat
Es un pez de clima tropical  demersal.

## Distribución geográfica
Se encuentra en Oceanía: Ponape (este de las Islas Carolinas, la Micronesia ).

## Observaciones
Es inofensivo para los humanos.